# Mark Iuliano
Mark Iuliano, född  1 augusti 1973 i Cosenza, är en italiensk huvudtränare i Serie-B laget Latina, men han mer känd för sin fotbollskarriär som mittback i Juventus FC. Han firade stora triumfer i Juventus, bland annat vann han Serie-A 4 gånger. Han var även med i italienska landslaget där han spelade i Europamästerskapet i fotboll 2000 där Italien förlorade finalen mot Frankrike. Samt var han med för Italien i Världsmästerskapet i fotboll 2002 i Japan, Sydkorea.